# Jacob Lindahl

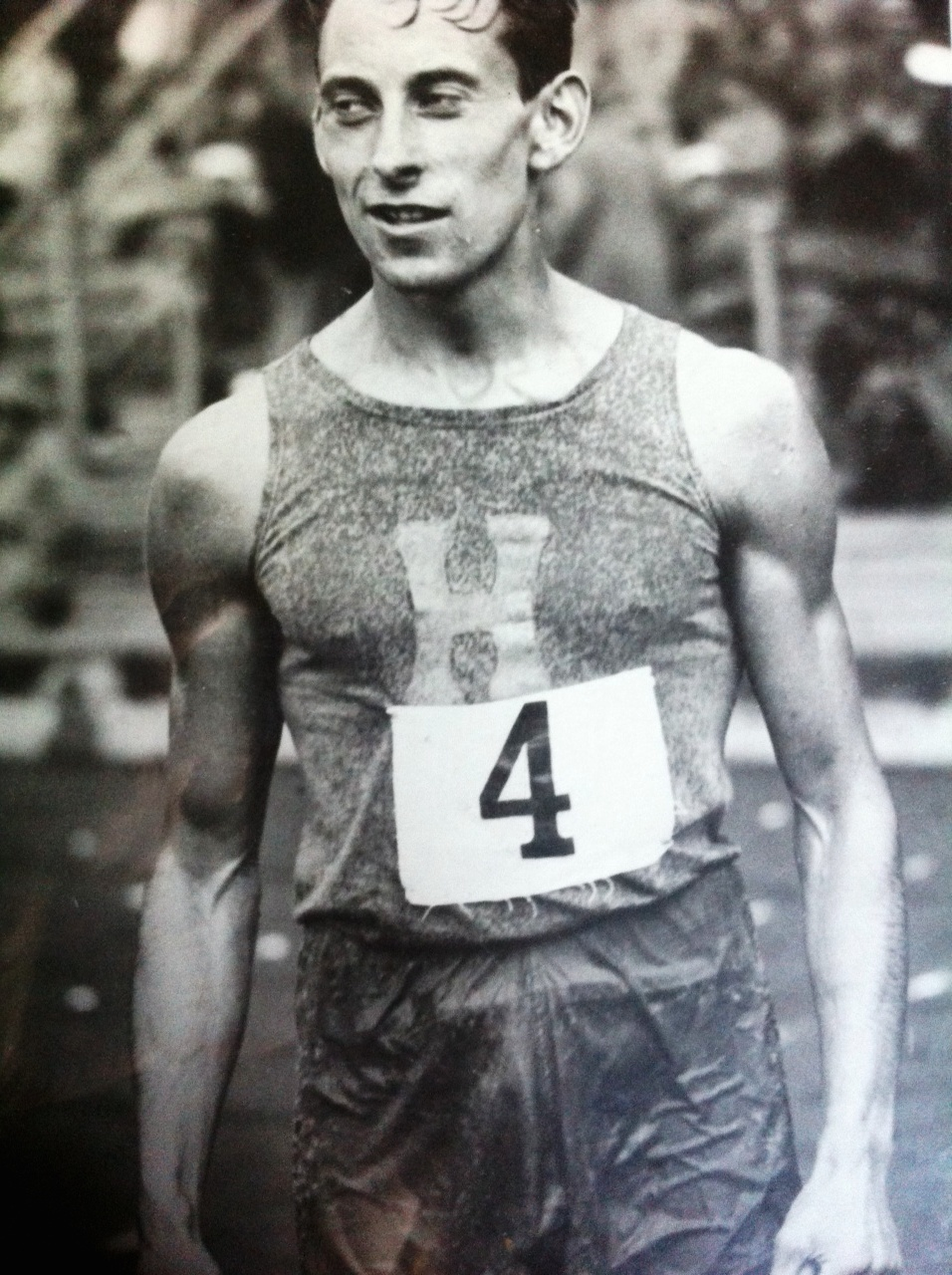

Jacob Lindahl, folkbokförd Jakob Anders Birger Lindahl, född 14 augusti 1907 i Karlskrona amiralitetsförsamling i Blekinge län, död 18 april 2001 i S:t Matteus församling i Stockholm, var en svensk häcklöpare. Han tävlade för SoIK Hellas i 400 meter häck och vann SM-silver 1929, SM-guld år 1932, och SM-brons 1934. Lindahl var under större delen av sitt liv verksam inom Svenska Friidrottsförbundet och Olympiska Kommittén.
Lindahl var från 1939 till sin död gift med Birgit Arvida Lindahl (1910–2006), med vem han fick sönerna Anders och Björn födda 1941, respektive 1944.

## Fotnoter
1. 1 2   Sveriges dödbok 1901–2009 (DVD-rom) (Version 5.0). Solna: Sveriges släktforskarförbund. 2010. Libris 11931231. ISBN 978-91-87676-59-8